# Літературна премія імені Миколи Трублаїні
Літературна премія імені Миколи Трублаїні (Обласна Літературна премія імені Миколи Трублаїні) – премія за найкращі твори для дітей і юнацтва.

Письменник Микола Петрович Трублаїні в молодості

## Історія премії
Премію засновано у 1966 році Вінницькою обласною організацією Національної спілки письменників  України і обласною комсомольською організацією в пам'ять про свого земляка  Миколу Петровича Трублаїні і з метою заохочення, перш за все  місцевих, літераторів в написанні високохудожніх літературних творів для юних читачів.

Премія проіснувала до перших років незалежності України, формально не була скасована, але, в дійсності, була замінена новою заснованою українською літературною премією за найкращі твори для дітей і юнацтва – «Кришталева вишня».

## Лауреати Літературної премії імені Миколи Трублаїні
- Нестайко Всеволод Зіновійович
- Сингаївський Микола Федорович
- Рутківський Володимир Григорович
- Гудима Андрій Дмитрович
- Рабенчук Володимир Семенович
- Бортняк Анатолій Агафонович
- Качан Анатолій Леонтійович
- Сторожук Валентина Петрівна
- Яненко Микола Михайлович
- Яковенко Тетяна Василівна
- Пастушенко Леонід Трохимович
- Гордійчук Петро Григорович
- Столбін Олексій Петрович
- Костецький Анатолій Григорович
- Каменюк Михайло Феодосійович
- Скомаровський Вадим Петрович
- Ячейкін Юрій Дмитрович
- Яненко Микола Михайлович
- Гордійчук Петро Григорович
- Козак Валентина Спиридонівна
- Кобець Василь Дмитрович
- Пастушенко Леонід Трохимович
- Усач Григорій Давидович
- Гнатюк Ніна Юхимівна
- Голобородько Василь Іванович
- Зарицький Петро Анатолійович
- Тимчук Віктор Мефодійович
- Вітковський Вадим Миколайович
- Столбін Олексій Петрович

та інші.